# Temnoléskaya (Krasnodar)
Temnoléskaya (del ruso: Темнолесская) es una stanitsa del raión de Apsheronsk del krai de Krasnodar, en Rusia. Está situada en las vertientes septentrionales del Cáucaso Occidental,en el curso superior del río Mezmái, afluente del Kurdzhips, tributario del Bélaya, que lo es del Kubán, 36 km al sureste de Apsheronsk y 122 km al sureste de Krasnodar, la capital del krai. Tenía 144 habitantes en 2010
Pertenece al municipio Mezmáiskoye.

## Historia
Entre las décadas de 1930 y 1980 funcionó una estación de ferrocarril de vía estrecha para el transporte de madera.

## Economía
Es un centro turístico de montaña. Desde su fundación, la principal actividad económica ha sido la tala de árboles.